# Tecnorromanticismo
El Tecnorromanticismo o Romanticismo Tecnológico es un concepto acuñado por el artista francés Stéphan Barron.
Se usa para indicar aquellos aspectos de la cultura contemporánea que atribuyen a las tecnologías avanzadas la capacidad de promover el poder de la imaginación para revivir y perpetuar el legado del movimiento artístico y filosófico de los siglos XVIII y XIX conocido como Romanticismo. Es un término usado por los artistas posmodernos asociados a esta arte y que define al romanticismo en su forma digital actual.

## Críticas
- A veces visto como un término peyorativo para una actitud ingenua de lo que son las tecnologías digitales y de lo que pueden lograr. Como tal, la etiqueta puede falsear los aspectos del movimiento del romanticismo tan avanzado por los filósofos Schlegel y Friedrich Schelling, y en los cuales han atraído a muchos pensadores radicales del siglo XX, sobre todo Martin Heidegger. Pero Stéphan Barron ha adoptado la palabra de una manera positiva para categorizar su arte.
- Una de las motivaciones para describir ciertos aspectos fallidos de la cultura digital del tecnorromanticismo es acerca de la computación en red avanzada pasada de moda; y también el término puede alentar una crítica de ciertos comentaristas que afirman que están adoptando formas potsmodernas de pensar.[2]